# Protalebra minor
Protalebra minor är en insektsart som beskrevs av Irena Dworakowska 1994. Protalebra minor ingår i släktet Protalebra och familjen dvärgstritar. Inga underarter finns listade i Catalogue of Life.